# Ян Дрда
Ян Дрда (чес. Jan Drda; 4 квітня 1915, Пржибрам – 28 листопада 1970, Добржіш) – чеський журналіст, прозаїк, політик і драматург. Лауреат Державної премії ім. Ґотвальда (1949, 1953), заслужений діяч мистецтв ЧСР (1956).

## Біографія
Народився у Пржибрамі в родині пекаря Йозефа Дрди та швачки Антонії. Після смерті матері Яна та його сестру Марію виховували батьки матері. Він мав вивчитися на лимаря, але бабуся наполягла на тому, щоб хлопчик навчався в пршибрамській гімназії, яку він закінчив у 1934 році. Пізніше почав вивчати філологію у Карловому університеті в Празі, проте навчаня не завершив.
У 1932 році розпочав свою кар'єру в журналістиці. Між 1937 і 1942 роками він був редактором газети Lidové noviny, у якій писав колонки, статті та нариси. У травні 1938 року він перейшов до празької редакції Lidové noviny, де став останнім учнем Карела Чапека. Сліди цієї співпраці були помітні у подальшій журналістській та літературній творчості Дрди. У лютому 1948 року він став головним редактором газети Svobodné noviny. У 1969 став співзасновником та головним редактором тижневника Práce. Значну роль відіграв у розвитку чехословацького кінематографу як автор сценаріїв.
У 1945 році приєднався до Комуністичної партії Чехословаччини (KŠČ), хоча поділяв її ідеї ще до Другої світової війни. Очолював Центральний комітет Спілки чеських письменників, де активно займався кадровими чистками. Лише на початок березня 1948 року цим комітетом було усунено понад тридцять письменників. У 1948 році підписав звернення прокомуністичної інтелігенції «Вперед, ні кроку назад!» (з чес.«Kupředu, zpátky ni krok!»), видане 25 лютого 1948 року на підтримку комуністичного перевороту. На виборах 1948 року був обраний депутатом від Комуністичної партії в муніципалітеті Прага. Зберіг мандат на виборах 1954 року і залишався депутатом до 1960 року. З 1949 по 1956 брав участь у національних скликаннях.
Наприкінці життя він був головним редактором тижневика Svět práce, який співзаснував у 1968 році. Під час вторгнення військ Варшавського договору в Чехословаччину виступав проти окупації. Закликав до ненасильницького спротиву окупантам у статті за 25 серпня 1968 «Ані волосини не чіпайте, ні краплі води не дайте» (з чес.«Nezkřivte jim ani vlas, nedejte jim ani kapku vody»), що призвело до його звільнення у 1969 році. Після подій Празької весни він впав у немилість режиму та був виключений з Комуністичної партії та звільнений з посади у тижневнику Práce.
Помер від серцевого нападу за кермом автомобіля в Добржиші 28 листопада 1970 року. Похований на місцевому кладовищі. 
28 листопада 2020 року на його батьківщині у Пршибрамі на вулиці Жижковій відкрили пам’ятну дошку.

## Творчість
Свій перший роман «Містечко на долоні» (з чес.«Městečko na dlani») він написав у 25 років. Два інших твори років окупації – «Živá voda» та «Putování Petr Sedmilhář» – мають ознаки психологічного роману. Атмосферу травня 1945 року він відобразив у збірці оповідань «Němá barikáda». Головними особливостями його стилю є дотепний гумор, образна мова, динамічний сюжет, яскраві персонажі та добре продумана композиція. Також написав багато кіносценаріїв. 

### Проза
- Městečko na dlani, 1940 – роман з автобіографічними мотивами
- Živá voda, 1942 – роман
- Putování Petra Sedmilháře, 1943 – роман
- Svět viděný zpomaloučka, 1943 – збірне видання його творчості для газети Lidové noviny
- Listy z Norimberka, 1946 – збірка фейлетонів з тематикою Нюрнберзького процесу
- Němá barikáda, 1946 – збірка оповідань на воєнну тематику
- Kuřák dýmky, 1948
- Dětství soudruha Stalina, 1953 – біографічний нарис про юнацтво Сталіна
- Krásná Tortiza, 1952 – збірка оповідань (нагорода у 1953)[3]
- Jednou v máji, 1958 – роман
- České pohádky, 1959 – 12 народних повістей із збірок Йозефа Лади
- Posvícení v Tramtárii, 1972 – 3 казки
- České lidové hádanky v podání Jana Drdy: pro čtenáře od 6 let, 1984
- Nedaleko Rukapáně, 1989 – посмертне видання вибраних оповідань
- Milostenky nemilostivé, 1995 – збірка з творів 1939-1940

### Драма
- Magdalenka, 1941
- Jakož i my odpouštíme, 1941
- Romance o Oldřichu a Boženě, 1953
- Hrátky s čertem, 1946
- Dalskabáty, hříšná ves aneb Zapomenutý čert, 1960
- Jsou živí, zpívají, 1961

### Сценарії та нариси фільмів
- Druhá směna, 1940
- Městečko na dlani, 1942
- Děvčica z Beskyd, 1944
- Znamení kotvy, 1947
- Němá barikáda, 1949
- Hrátky s čertem, 1956
- Dařbuján a Pandrhola, 1959
- Vyšší princip, 1960
- Zlaté kapradí, 1963
- O princezně Jasněnce a létajícím ševci, 1987
- Nejkrásnější hádanka, 2008